# Seite an Seite (Lied)
Seite an Seite ist ein Lied der österreichischen Sängerin Christina Stürmer aus dem Jahr 2016.

## Entstehung und Veröffentlichung
Geschrieben wurde das Lied gemeinsam von Daniel Flamm, Christoph Koterzina und Markus Schlichtherle. Für die Produktion zeichnete Eki von Nice verantwortlich.
Die Erstveröffentlichung von Seite an Seite erfolgte als Single am 8. April 2016 bei Polydor. Diese erschien digital als Einzeltrack zum Download und Streaming (Katalognummer: 0602547848314). Am 22. April 2016 erschien das Lied als Teil von Stürmers siebten, gleichnamigen Studioalbums (Katalognummer: 00602547848253), dessen erste Singleauskopplung es ist.

## Inhalt
„Und wir gehen den Weg von hier.

Seite an Seite ein Leben lang, für immer.

Denn wir gehen den Weg von hier.

Weiter und weiter ein Leben lang, für immer.“

## Musikvideo
Regie beim dazugehörigen Musikvideo führte Arrigo Reuss. Dieses zählte bis Oktober 2024 über 17 Millionen Aufrufe auf der Videoplattform YouTube.

## Chartplatzierungen
| ChartsChartplatzierungen | Höchstplatzierung | Wochen |
| ------------------------ | ----------------- | ------ |
| Deutschland (GfK)        | 46 (9 Wo.)        | 9      |
| Österreich (Ö3)          | 9 (8 Wo.)         | 8      |